# Памятник Ленину на улице 1 Мая (Казань)
Памятник Ленину на улице 1 Мая — одна из старейших уличных скульптурных композиций Казани (1932), четвёртый по времени возникновения памятник Владимиру Ильичу Ленину в городе (первые два — бюсты в Ленинском саду 1920 и 1924 годов, третий — статуя в том же Ленинском саду 1925 года), но второй по давности существования из числа сохранившихся.

## Территориальное расположение
Памятник находится в Кировском районе Казани, в сквере, расположенном на стыке улиц 1 Мая, Лукницкого и Гладилова, недалеко от здания управления Казанского порохового завода. Исторически эта местность, известная как Заречье, являлась одним из первых промышленных районов города, где формировался пролетариат (в 1931—1935 годах район назывался Пролетарским), сыгравший активную роль в революционных событиях 1917 года в Казани. Памятник Ленину на улице 1 Мая установлен в знак признательности революционных заслуг пролетариата Заречья.

## История
Установка памятника Ленину в Заречье была приурочена к 15-й годовщине Великой Октябрьской социалистической революции (1932). Решение об этом было принято Комиссией при Президиуме ЦИК Татарской АССР, которая заключила договор с Всероссийским кооперативным объединением «Художник» (Всекохудожник). Исполнить модели статуи в натуре и проекты постаментов было предложено трём московским скульпторам — Г. Д. Алексееву, И. А. Менделевичу, И. Д. Шадру, и одному ленинградскому — В. В. Козлову. Идея скульптурной композиции определялась как «памятник-монумент, отражающий роль Ленина в освобождении народов Востока и момент в индустриализации республики». По итогам обсуждения предложенных вариантов памятника было отдано предпочтение проекту И. А. Менделевича.  

Памятник представляет фигуру Ленина в рост. В ставшей канонической позе, когда правая рука изображаемого лежит в кармане, левая сжата в кулак и опирается на край трибуны, скульптор усиливает ощущение внутренней напряжённости. В портретной характеристике, подчёркивающей настороженность в знаменитом прищуре глаз, автор стремится заострить черты собранности, проницательности и ясности мысли в образе агитатора и трибуна. Пьедестал монумента составлен из ряда бетонных кубов, на верхнем из которых надпись: „В. И. Ленин“, ниже: „Пролетарии всех стран, соединяйтесь!“.— Хисамова Д. Д.
Выбор места установки памятника на стыке улиц 1 Мая, Борьбы (ныне — Лукницкого) и Гладилова был предопределён тем, что в 1920-е — 1930-е годы в дни первомайских и октябрьских праздников сюда стекались колонны демонстрантов — работников предприятий Заречья, после чего у деревянной трибуны-времянки проводились митинги.
Трёхметровую статую Ленина изготовили в Ленинграде и привезли в Казань в начале лета 1932 года. 

Комсомольцы во главе со своим вожаком Махмудом Абжалимовым настояли на том, чтобы им предоставили возможность выполнить все работы, связанные с установкой памятника и благоустройством площади. Строительство велось после работы и в выходные дни. Желающих участвовать в сооружении памятника оказалось так много, что пришлось устанавливать очерёдность: кому, когда и сколько часов отработать.— Орешников Б.
С установкой памятника Ленину территория вокруг него превратилась в благоустроенный сквер, засаженный деревьями и цветами. Вокруг памятника были установлены деревянные скамейки. Позже всё это было утрачено, также был утрачен один из элементов памятника — большой куб, стоявший перед постаментом и служивший трибуной во время проведения митингов.   
15 мая 1933 года здесь на многолюдном митинге выступил председатель Всероссийского центрального исполнительного комитета (ВЦИК) Михаил Калинин, прибывший в Казань для участия в первом республиканском съезде колхозников.

## Аналогичные скульптуры
Памятник Ленину на улице 1 Мая в Казани не является оригинальной работой скульптора И. А. Менделевича. Известны, как минимум, ещё два памятника, созданные на основе данного скульптурного образа, но отличающиеся между собой формой постамента.  
Первая такая скульптура (вероятно, оригинал) была установлена как памятник 7 ноября 1924 года в Уфе (первый памятник Ленину в городе); с 1939 году стоит на территории уфимского завода «Гидравлика».
Вторая скульптура Ленина работы И. А. Менделевича установлена как памятник в 1925 году в Москве у депо  Октябрьской железной дороги («Ленин на колёсах»).